# Nissan Sway
La Nissan Sway est un concept car de citadine produit par Nissan pour le Salon de Genève 2015. Il préfigure la nouvelle Micra et le nouveau style des futurs modèles Nissan (la calandre en "V" et les feux étirés et émincés sont cet exemple).